# طوي العروس (نزوى)
طوي العروس منطقة سكنية تقع في ولاية نزوى، التابعة لمحافظة الداخلية في سلطنة عمان. يقدر عدد سكانها بـ 9 نسمة حسب إحصاء عام 2010 التابع للمركز الوطني للإحصاء والمعلومات الحكومي. رمز المنطقة هو 50140163.

## الوصلات الخارجية
- المركز الوطني للإحصاء والمعلومات، سلطنة عمان